# Contea di Pickens (Carolina del Sud)
La contea di Pickens (in inglese Pickens County) è una contea dello Stato della Carolina del Sud, negli Stati Uniti. La popolazione al censimento del 2000 era di 110 757 abitanti. Il capoluogo di contea è Pickens.

## Geografia
La contea si trova nel nord-ovest dello Stato, al confine con la Carolina del Nord. Il confine est è costituito dal fiume Saluda e il confine ovest dai laghi Jocassee, Keowee e Hartwell e dai fiumi Keowee e Seneca. La parte settentrionale della contea è occupata nei monti Blue Ridge, una catena degli Appalachi. Qui si trova il punto più alto della Carolina del Sud, Sassafras Mountain (1085 m).
Clemson è la sede della Clemson University.

### Contee confinanti
- Contea di Transylvania (Carolina del Nord) - nord
- Contea di Greenville - est
- Contea di Anderson - sud
- Contea di Oconee - ovest

## Storia
L'area era abitata dai nativi Cherokee. La contea fu istituita nel 1826 e fu chiamata così in onore di Andrew Pickens, un generale americano.

## Comuni

### Cities
- Clemson
- Easley
- Liberty
- Pickens (capoluogo)

### Towns
- Central
- Norris
- Six Mile

### Census-designated places
- Arial
- Cateechee
- Clemson University
- Dacusville